# 伊迪丝·梅斯菲尔德

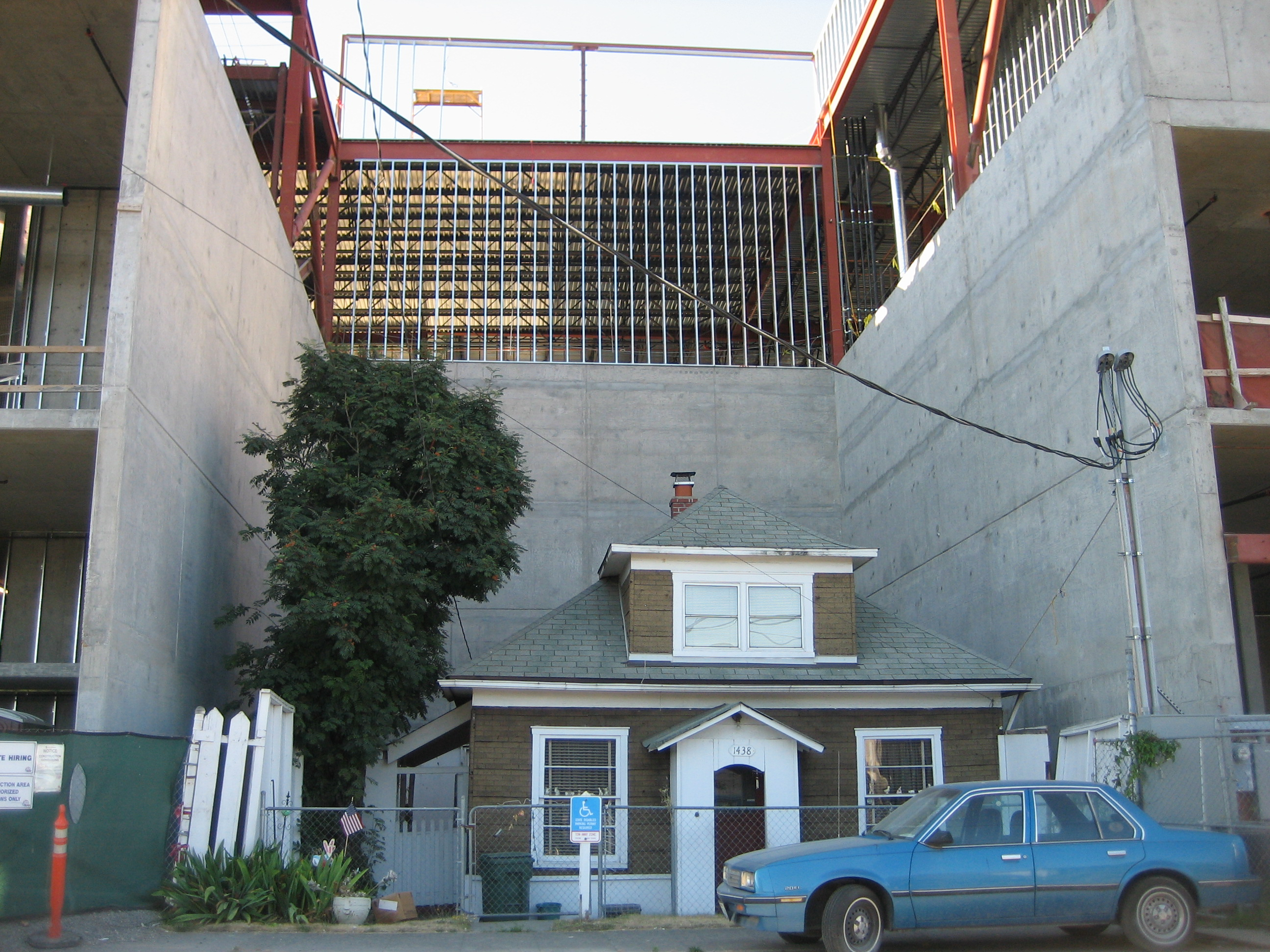
梅斯菲爾德被新建大樓包圍的房子

伊迪丝·梅斯菲尔德（Edith Macefield，1921年8月21日—2008年6月15日）是美国西雅图一位老太太，2006年开发商要在她的住宅处建造包括超市、健身俱乐部和停车库在内的五层商业大楼，当时84岁高龄的梅斯菲尔德拒绝搬走，这座房子开始成为引人关注的“钉子”，梅斯菲尔德也随之在全球声名远扬，成为一位民间英雄。
伊迪丝·梅斯菲尔德1921年生于俄勒冈州，1966年她从英国返回美国，住在她于1955年为其母亲购置的西雅图巴拉德西北第46街的一栋住宅里，照顾年老的母亲，直到母亲去世。2008年梅斯菲尔德也在这栋老房子里寿终正寝，终年86岁。
这栋两层楼的老宅建于1900年，只有两间卧室。近3年来，它却吸引了世界的关注。对于政府来说，她的老宅一钱不值，可以拆毁，但是对她来说，却是无价之宝。
据政府评估机构测算，这座老宅只值8000美元，其地皮也只值12万美元。而开发商几次提高拆迁补偿报价，最后开价达到100万美元，高出评估价格数倍，老太太依然拒绝，她说：“我不想搬家。我不需要钱。金钱并不算什么。”
开发商既无权强拆她的住宅，西雅图政府也没有干预，最终，开发商修改了施工图纸，绕着她的老宅建造了凹字形的五层商业大楼。
尽管施工的起重机高悬在她的屋顶上面，混凝土墙在她的厨房窗外几英尺处拔地而起，运送砂石、水泥的车辆往返隆隆噪声不断，但梅斯菲尔德对拒绝卖掉老宅毫不后悔。她开大电视的音量，或是播放歌剧，声音大得在屋外都听得见。她说，“我经历过第二次世界大战，噪音对我来说没什么。他们的施工总有一天会结束。”
梅斯菲尔德读高中时就想参军服役。她在英国申请参军遭拒，因为军官们认为她未满18岁。但出于爱心，她留在英国照顾战争孤儿。返回美国后在巴拉德的市场大街华盛顿牙科诊所工作，并照顾年老的母亲。
在她人生的最后一年，她竟与负责围着自己老宅建商业大楼的施工监理结成了似不可能的友谊。起初，巴里·马丁主动开车送她去剪发，陪她去看病。之后，马丁要了解她家里有无食物，还跑去为她买食品，开方取药，帮她做饭。
2008年6月15日，身边没有任何亲人的梅斯菲尔德因胰腺癌在这所108年的老宅里与世长辞，享年86岁。她那辆蓝色的老旧雪佛兰科沃兹依旧停在这所老宅的前面，她收集的玻璃动物依旧摆放在老宅的窗台上面。
当年，梅斯菲尔德因拒售老宅与拒不搬迁而成为不屈的象征，赢得了世界各地支持者的敬重，她的老宅前曾云集了来自美国各地的新闻记者，他们试图让她打开前门接受采访。而今，她的去世又使得众多记者携带照相机、摄像机涌到了她家门前的这条大街上。
许多记得梅斯菲尔德的人声称，他们被她选择只是自愿住在自己蜗居里的精神和胆量所鼓舞。其他一些人则建议，在她住宅这块地方，可以改建成混凝土建筑当中的一座袖珍环保的小型纪念公园。
梅斯菲尔德临终前，将她的老宅遗赠给了五层商业大楼的施工监理巴里·马丁，以此感谢他在施工期间对她的陪伴和照顾中所表现出的友谊。她要马丁卖掉老宅，用这笔钱送他的孩子上大学。
巴拉德的一位紋身师以梅斯菲尔德的老宅为蓝本，设计了一幅紋身图案来纪念她，以示信奉“坚持对你是至关重要的东西”。据报道，迄今已有10人做了这个图案的刺青。
2009年5月26日，迪斯尼公司广告宣传员把五颜六色的气球系在梅斯菲尔德老宅的屋顶，作为动画片《飞屋环游记》的广告宣传。因为在《飞屋环游记》中，老年鳏夫的住宅同样被商业楼盘开发所包围，同梅斯菲尔德老太太的经历有些相似。
6月30日，梅斯菲尔德旧居的继承人巴里·马丁以31万美元的价格把老宅卖给了一间房地产公司的老板格雷格·平内奥。
格雷格·平内奥打算将这所老宅用作管理房地产企业训练公司的办公室。